# Crkva sv. Roka ispovjednika u Bibinjama
Župna crkva sv. Roka ispovjednika je crkva u Bibinjama, ustanovljena 1713.
Smještena je u srcu starog sela u Bibinjama. Jednobrodna je građevina sa sakristijom i tri oltara. Glavni oltar je mramorni sa svetohraništem i palom na kojoj su prikazani Bogorodica sa sv. Šimom i sv. Rokom. Unutrašnjost krase tipični drveni kipovi sv. Roka, Gospe Lurdske, sv. Ante, sv. Josipa i Srca Isusova u nišama. Crkvu krasi kameni zvonik s dva zvona okrenuta prema zapadu.
Crkva se prvi puta  spominje 1673. kada slijedi obnova nakon turskog napada. Najstariji oltar datira iz 1680. ali je uništen u Drugom svjetskom ratu. Danas od njega su ostali neki fragmenti. Novi oltar djelo je Michiela Coste izrađen 1768. godine.